# Madras Observatory
Das Madras Observatory (deutsch Madras-Observatorium) war ein astronomisches Observatorium, das seinen Ursprung in einem privaten Observatorium hatte, das 1786 von William Petrie gegründet und später ab 1792 von der britischen Ostindien-Kompanie nach Madras (heute Chennai) verlegt und verwaltet wurde. Der Hauptzweck seiner Gründung bestand darin, die Navigation und Kartierung durch die Aufzeichnung des Breitengrads und die Einhaltung von Zeitstandards zu unterstützen. In späteren Jahren führte das Observatorium auch Beobachtungen zu Sternen und Geomagnetismus durch. Das Observatorium war von etwa 1792 bis 1931 in Betrieb und ein Hauptwerk war die Erstellung eines umfassenden Sternenkatalogs.

## Geschichte

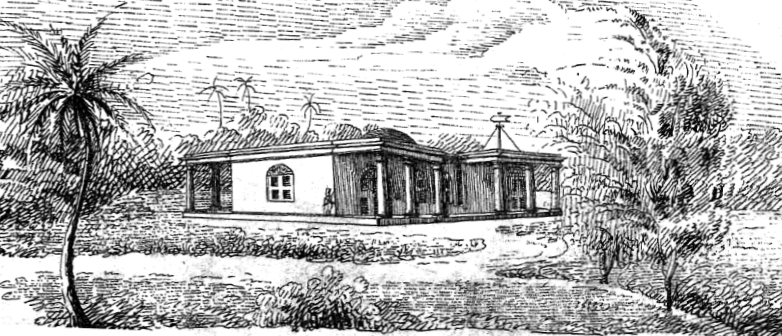
Das Observatorium um 1838

Das Observatorium wurde dank der Bemühungen von William Petrie gegründet, einem Amateurastronomen, der in Egmore in Madras ein kleines privates Observatorium besaß. Petries ursprüngliches Observatorium wurde 1786 errichtet und bestand aus Eisen und Holz. Im Jahr 1789 schenkte Petrie seine Instrumente der Regierung von Madras, bevor er sich nach England zurückzog. Sir Charles Oakley akzeptierte Petries Bitte, ein offizielles Observatorium einzurichten, um das Wissen über Astronomie, Geographie und Navigation in Indien zu fördern. Das Gebäude wurde von Michael Topping am Ufer des Flusses Cooum in Nungambakkam entworfen. Das Gebäude bestand aus einem einzigen Raum mit einer Länge von 12 Metern (40 Fuß) und einer Breite von 6 Metern (20 Fuß) und einer Deckenhöhe von 5 Metern (15 Fuß). In der Mitte trug eine 10 Tonnen schwere Granitsäule ein 30 Zentimeter (12 Zoll) großes Azimut-Transitkreisinstrument von Troughton. Diese dienten der Beobachtung des Meridians, die am 9. Januar 1793 begannen. Topping starb 1796 und wurde von John Goldingham abgelöst, der früher Petries Assistent, Regierungsarchitekt und Herausgeber des Government Gazette war und außerdem als erster Superintendent der Ingenieurschule fungierte. Goldingham bestimmte den Längengrad anhand der Verfinsterungen der Jupitermonde auf 80°18'30"O. Dies war der Wert, den William Lambton für die Great Trigonometrical Survey als Benchmark verwendete. Als Goldingham zwischen 1805 und 1810 Urlaub machte, wurde das Observatorium von Lt. John Warren (geb. Jean-Baptiste Francois Joseph de Warren, 21. September 1769 – 9. Februar 1830, Pondicherry) unterhalten, der den Längengrad auf 80°17'21"O neu berechnete. Er zeichnete Beobachtungen des Kometen vom September 1807 auf und berechnete die Deklination mehrerer Sterne. Goldingham kehrte 1812 zurück und diente bis 1830, als er durch Thomas Glanville Taylor ersetzt wurde, der die Positionen von 11.000 Sternen maß, die in fünf Bänden veröffentlicht wurden, die als Madras-Katalog bekannt wurden. Taylors Berechnung des Längengrades für Madras war 80°14'20"O. Taylor machte auch Beobachtungen des Kometen von 1831.

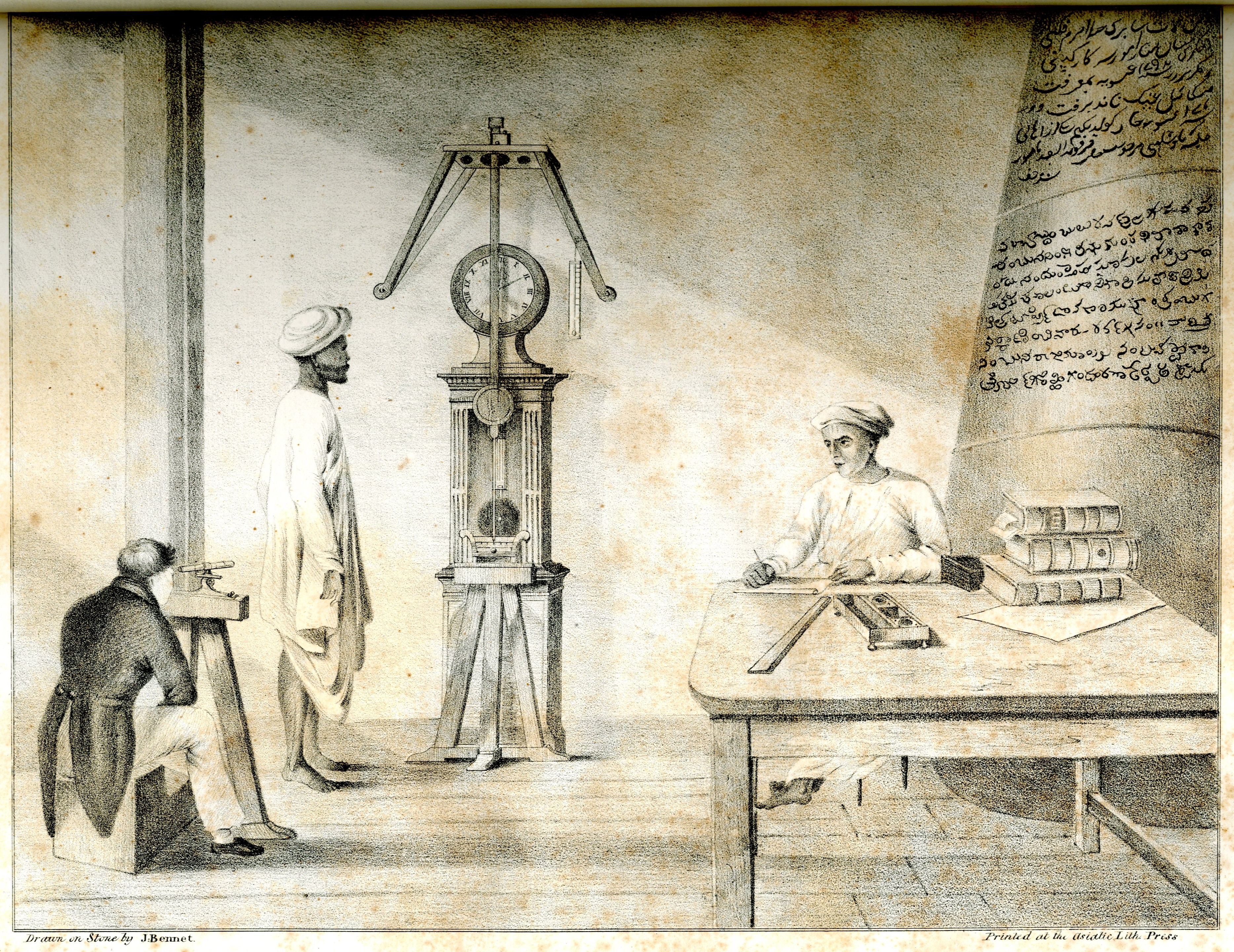
Das Innere des Observatoriums zu Goldinghams Zeiten.

Taylor wurde 1848 durch Kapitän William Stephen Jacob ersetzt, der die Arbeit an den Sternpositionen fortsetzte. Jacob fand Bahnanomalien im Doppelstern 70 Ophiuchi, von denen er behauptete, sie seien Hinweise auf einen möglichen extrasolaren Planeten. Major W.K. Worster hielt die Position kurzzeitig. Von 1859 bis 1861 leitete Major James Francis Tennant das Observatorium und es wurden magnetische Beobachtungen mit Vertikalkraft- und Deklinationsmagnetometern durchgeführt. Im Jahr 1861 wurde Norman Robert Pogson Astronom. Pogson wurde von Chinthamani Ragoonatha Chary unterstützt. Im Jahr 1872 wurde dem Observatorium eine genaue Uhr hinzugefügt, und eine Telegrafenleitung zwischen dem Observatorium und Fort St. George half bei der genauen Zeitmessung eines Geschützes um 12.00 und 20.00 Uhr. Für die Fotografie wurden drei Räume hinzugefügt. Nachfolger von Pogson wurde nach seinem Tod Charles Michie Smith, der 1899 nach Kodaikanal zog, um Sonnenphysik zu studieren. Er wurde durch Rhishard Llewellyn Jones, Professor für Physik am Presidency College, ersetzt.
Nach dieser Zeit wurden nur noch routinemäßige Astronomie zur Zeitmessung sowie Wetterbeobachtungen weitergeführt, und 1931 wurde das Observatorium geschlossen. Die Granitsäule steht noch immer und auf einer neueren Inschrift ist der Madras-Meridian markiert.

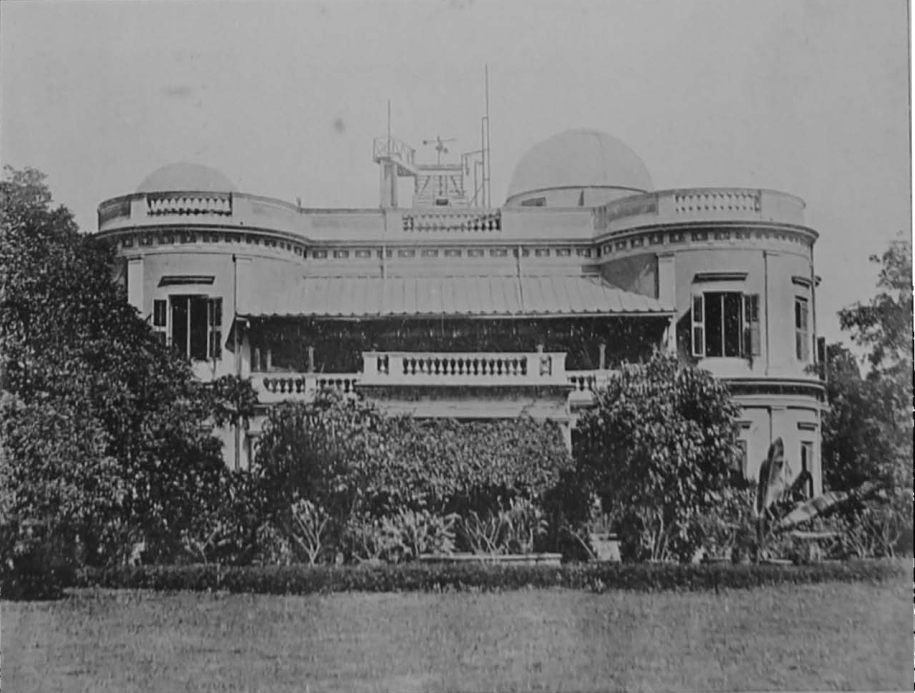
Das Observatorium um 1925

## Astronomen am Madras-Observatorium
Folgende Astronomen haben als Direktoren oder als Regierungsastronomen das Madras-Observatorium geleitet:
- William Petrie (1784–1816), 1786–1789
- Michael Topping (1747–1796), 1789–1796
- John Goldingham (1767–1849), 1796–1810 und 1812–1830
- John Warren (1769–1830), 1810–1812
- Thomas Glanville Taylor (1804–1848), 1830–1848
- William Stephen Jacob (1813–1862), 1848–1859
- William Kinnaird Worster (), 1859
- James Francis Tennant (1829–1915), 1859–1860
- Norman Robert Pogson (1829–1891), 1861–1891
- Charles Michie Smith (), 1891–1899
- Rhishard Llewellyn Jones (1865–1932), 1900–1920
- S.R.U. Savoor (), 1921–1931